# Хорст Келер
Хорст Келер (Хајденштајн, 22. фебруар 1943 — Берлин, 1. фебруар 2025) био је немачки политичар и председник Немачке.

## Биографија
Рођен је 22. фебруара 1943. у Хајденштајну, у окупираној Пољској под Трећим рајхом. Докторирао је економију и политичке науке на Универзитету у Тибингену. Обављао је многобројне функције међу којима је најзначајнија место директора Међународног монетарног фонда, на коју је изабран 2000. Био је члан Хришћанско-демократске уније (CDU).
Први пут је на место председника изабран 23. маја 2004.
За нови мандат изабран је 23. маја 2009.
Поднео је оставку 31. маја када су га критичари напали због изјаве коју је дао по повратку из посете трупама у Авганистану да државе окренуте извозу, као што је Немачка, понекад морају бранити своје економске интересе на начин да превентивно делују у нестабилним регијама јер такве регионалне нестабилности „имају негативан утицај на Немачку кроз трговину, запошљавање и приходе“.
Наследио га је, као вршилац дужности, Јенс Бернзен, председник Бундесрата.